# Сооронбай Жеенбеков
Сооронба́й Шаріпович Жеенбе́ков (кирг. Сооронбай Шарип уулу Жээнбеков; нар. 16 листопада 1958) — киргизький державний діяч, президент країни (2017—2020), Прем'єр-міністр Киргизстану у 2016—2017 роках.
Переміг на виборах Президента 15 жовтня 2017 року, отримавши в першому турі 54 % голосів виборців. 15 жовтня 2020 року через протести в країні подав у відставку. Прем'єр-міністр Садир Жапаров оголосив себе тимчасовим президентом.

## Життєпис
Має вищу освіту. У 1983 році закінчив Киргизький сільськогосподарський інститут ім. К. І. Скрябіна за фахом зооінженер, а у 2003 році — економічний факультет Киргизького аграрного університету за спеціальністю бухгалтер. Є державним радником 2 класу.
13 квітня 2016 — обраний прем'єр-міністром Киргизької Республіки.
Через висунення кандидатури С. Жеенбекова на посаду Президента Киргизької Республіки, 21 серпня 2017 року, він подав заяву про відставку з посади прем'єр-міністра Киргизької Республіки.
На виборах, що відбулися 15 жовтня 2017 року, обраний Президентом Киргизстану, набрав 54,76 % голосів виборців. 24 листопада 2017 року офіційно обійняв посаду.